# LST-2 (戦車揚陸艦)
LST-2 (USS LST-2)は、第二次世界大戦中にアメリカ海軍が運用したLST-1級戦車揚陸艦である。

## 建造
LST-2は1942年6月23日にアメリカ・ペンシルバニア州ピッツバーグのドラヴォ・コーポレーションによって起工された。1942年9月19日に進水、翌1943年2月9日にアメリカ海軍へ就役した。

## 第二次世界大戦

### アメリカ海軍
LST-2は第二次世界大戦中、主にヨーロッパやアフリカなどで活動した。1943年7月のハスキー作戦や1943年9月9日のアヴァランチ作戦、1944年6月6日のノルマンディー上陸作戦にも従事した。1944年11月28日に退役した後はイギリス海軍で引き続き運用された。

### イギリス海軍
1944年11月29日、LST-2はHM LST-2と改称してイギリス海軍へ渡った。イギリス海軍には1944年12月から1945年8月まで就役した。第二次世界大戦が終結した後の1946年4月1日、LST-2はアメリカ海軍に帰属し、1946年4月13日にスクラップのため売りに出された。

### 戦後
1946年6月5日、LST-2は除籍された。LST-2はその功績を称えて従軍星章4個が贈られている。

## 戦役
- 1943年 - 北アフリカ戦線
- 1943年 - ハスキー作戦
- 1943年 - アヴァランチ作戦
- 1944年 - ノルマンディー上陸作戦